# Сады и парки Твери
Сады и парки Твери — это зелёные зоны — древесно-кустарниковая и травянистая растительность естественного и искусственного происхождения.
К ним можно отнести городские леса, бульвары, скверы, газоны, цветники.
К зелёным зонам так же относятся отдельно стоящие деревья и кустарники.
В настоящий момент в пределах города Тверь расположено:
- 64 парка и сквера.
- 5 рощ
- 304,4 га участков
- 27020 м. п. живой изгороди
- 107,5 газонов
- 7565 м² цветников
- более 37 тыс. деревьев.

общая площадь зелёных насаждений — 1565,6 га.

## Возникновение зелёных зон
Зелёные зоны искусственного происхождения появились в Твери в конце 18 века и были представлены озеленёнными территориями общественного назначения и парками в составе городских усадебных комплексов.
- Одной из первых зелёных зон в городе была площадь «Детских садиков»(сейчас Московская площадь).

На площади располагалось четыре близких по плановой форме сада, разбитые в 1844 году архитектором И. Ф. Львовым.
Сады не сохранились в связи с тем, что все здания на площади в 1960—1980 годах были разобраны.
- Парк «Воксал» был первым в городе общественным «садом-воксалом» с регулярной планировкой.

Заложен в 1776 году по распоряжению графа Якова Ефимовича Сиверса, который был в то время тверским и новгородским губернатором. В 1810 году воксал был реконструирован по проекту Карла Росси. В этом же году в парке состоялся бал, на котором присутствовал император Александр Первый. Весь сад был иллюминирован, а с противоположного берега Волги запускался фейерверк.
В 1779-1785 годах в парке по проекту архитектора Фридриха Штенгеля было построено здание больницы. В 1817-1818 году оно было перестроено под театр. Но театр просуществовал недолго, вскоре здание было заброшено и пустовало до 1867 года, когда здесь была открыта губернская больница.
Среди деревьев парка есть дуб, возраст которого - более трёхсот лет.

## Особо охраняемые природные территории города
Особо охраняемые природные территории (ООПТ) — участки земли, водной поверхности и воздушного пространства над ними, где располагаются природные комплексы и объекты, имеющие особое природоохранное, научное, культурное, эстетическое, рекреационное и оздоровительное значение.
Такие территории полностью или частично изъяты решениями органов государственной власти из хозяйственного использования и для которых установлен режим особой охраны.
На территории г. Твери располагаются 7 особо охраняемых природных территорий (ООПТ): Комсомольская роща, Бобачевская роща, Берёзовая роща, Первомайская роща, Ботанический сад ТвГУ, боярышник гибкий «Скорбященский», парк «Сахарово».
Шесть объектов имеют статус ООПТ в категории «памятник природы» и 1 объект имеет статус ООПТ в категории «дендрологические парки и ботанические сады».
Общая площадь ООПТ г. Твери — 596,1 га, что составляет 3,9 % от общей площади города (15 222 га).

### Комсомольская роща
Комсомольская роща — рекреационный объект, памятник природы, расположена в Заволжском районе Твери, в черте города, в непосредственной близости от жилого массива.
Статус ООПТ присвоен в 1982 году.
Площадь территории рощи — 498 га.
Роща представлена сосновым бором, местами- лиственным лесом.
На её территории организованы места для отдыха, имеются урны для мусора, развита сеть асфальтированных и грунтовых дорожек.
также на территории рощи расположены детская и спортивная площадки.

### Первомайская роща
Первомайская роща — рекреационный объект, памятник природы, расположена в Пролетарском районе города Твери расположенная в непосредственной близости от жилого массива.
Статус ООПТ присвоен в 1982 году.
Площадь территории рощи-50 га.
Доминирующий тип леса — сосняки, брусничники.
Подлесок составляют малина,рябина обыкновенная,бузина красная, берёза, клён ясенелистный, единично — ива, жимолость.
Развита сеть грунтовых тропинок, отсутствуют урны для мусора и скамейки.

### Бобачевская роща
Рекреационный объект, памятник природы, расположена в Московском районе Твери между микрорайоном «Чайка» и промзоной «лазурная» в непосредственной близости от промышленных предприятий.
Статус ООПТ присвоен в 1982 году.
Площадь территории рощи — 20,5 га.
Лесной массив представляет собой различные типы сосняков естественного происхождения.
Местами — разнотравным березняком, осинником.
Развита сеть асфальтированных и грунтовых тропинок.
На территории мало урн для мусора и скамеек для отдыха.

### Берёзовая роща
Рекреационный объект. памятник природы, расположена в Московском районе Твери в непосредственной близости от крупного жилого массива «Химинститут».
Статус ООПТ присвоен в 1982 году.
Площадь территории рощи — 12 га.
Лесной массив составит из искусственных и естественных насаждений.
На территории рощи расположены лужайки, поляны, детская и спортивная площадки, футбольное поле.
Существует сеть развитых грунтовых тропинок.
В центре рощи расположены скамейки и урны для мусора.

### Сахаровский парк
Рекреационная зона, памятник природы, расположен в Заволжском районе Твери в посёлке Сахарово.
Статус ООПТ присвоен в 1982 году.
Площадь территории парка — 13 га.
Насаждения преимущественно старовозрастные.
Старшая группа возраста (140—160 лет) — ель обыкновенная, дуб черешчатый, клен остролистный, вяз гладкий, берёза бородавчатая, липа мелколистная.
Средняя группа возраста (80,130 лет) — сосна обыкновенная, сосна кедровая сибирская, ель обыкновенная, пихта, лиственница, вяз гладкий, дуб черешчатый, ясень обыкновенный и др.
Младшая группа возраста (10,70 лет) — сосна обыкновенная, ель колючая, ель обыкновенная, лиственница сибирская, дуб черешчатый, ясень обыкновенный и др.
Развита сеть грунтовых дорожек, скамейки присутствуют только на центральной березово-липовой аллее.
Отсутствуют урны.

### Ботанический сад ТвГУ
Научное и учебно- просветительское ботаническое Учреждение, памятник археологии.
Расположен в Заволжском районе города.
Сад основан в 1879 году.
Статус ООПТ присвоен в 1999 году.
Общая площадь Ботанического сада — 2,6 га.
Сад разделён на следующие секторы:
- «Природная флора»
- «Дендрология»
- «Декоративное цветоводство»
- «Гербарий»

В саду представлено 350 видов деревьев и кустарников, более 2000 видов травянистых растений.
Создано 8 экспозиций:
- «Растения европейских степей»
- «Систематический участок»
- «Альпийская горка»
- «Участок полезных растений»
- «Растения тропиков и субтропиков»
- «Старицкие ворота»
- «Вышневолоцко-Новоторжский вал»
- «Валдай»

Сформировано 6 фондовых коллекций:
- Ирисовые разных ботанико-географических зон
- Декоративные хвойные растения
- Коллекция вересковых
- Коллекция лилинарий
- Коллекция иридарий
- коллекция редких и исчезающих растений Тверской области.

### Боярышник гибкий «Скорбященский»
Памятник природы.
Расположен в Центральном районе города на улице Володарского, 34.
Статус ООПТ присвоен в 1992 году.
Представляет собой живописную группу из семи экземпляров боярышника гибкого, имеющих редкую древовидную форму.
Площадь не определена.

## Другие зелёные территории Твери
Некоторые территории, не являющиеся особо охраняемыми, но являющиеся популярными местами отдыха горожан.

### Городской сад
Расположен в Центральном районе города на бывшей территории Тверского Кремля.
Площадь — 9 га.
Образован в 1931 году.
В период Великой Отечественной войны в саду были уничтожаны почти все деревья.
в 1947 — 1958 годах парк был практически посажен заново по проекту архитектора Д. Н. Мельчанинова.
Среди зелёных насаждений преобладают липа, тополь, ясень, клён, декоративные кустарники — акация, барбарис, сирень обыкновенная, свидина белая.
В саду расположены летние кафе, эстрада, многочисленные аттракционы, фонтан.
Разбиты асфальтовые дорожки, клумбы для цветов, установлены скамейки, урны и баки для мусора.
На территории сада сохранился садово-парковый павильон «Оранжерея» (нач. XIX века, перестроен в 1871 году А. И. Резановым).
В 1920 году у Городского сада по ул. Советской был установлен памятник К. Марксу, в 1974 году на набережной Волги — памятник А. С. Пушкину.
Территория Городского сада является заповедной архитектурной зоной.

### Парк на площади Гагарина
Расположен в Московском районе Твери.
В непосредственной близости от парка расположена детская поликлиника, гор. больница № 6 и стоматологическое зубопротезное отделение гор. больницы № 6.
Среди древесных насаждений присутствуют липа сердцелистная, рябина обыкновенная, берёза бородавчатая, тополь чёрный, клён остролистный, клён ясенелистный, ясень обыкновенный, ива белая, ива козья, вяз гладкий, яблоня дикая, лиственница обыкновенная, туя западная, ель европейская, сосна обыкновенная, каштан конский, ель голубая.
Среди кустарниковой растительности — сирень обыкновенная, свидина белая, боярышник кроваво-красный, шиповник, черноплодная рябина, акация жёлтая, черемуха обыкновенная, барбарис обыкновенный, жимолость лесная, крушина.
На территории парка есть асфальтированные и грунтовые прогулочные дорожки, два фонтана, клумбы, газоны, скамейки, урны для мусора. В настоящее время[когда?] парк уничтожен — в пользу строящегося центра продаж автомобилей Тойота.

### Парк Победы
Расположен в Центральном районе Твери.
Площадь парка — 11 га.
Создан в 1975 году в честь 30-летия победы над фашистской Германией.
Парк включает две липовые аллеи, берёзовую аллею, дубовую, вязовую, яблоневую, ясеневую, аллею клёна остролистного.
На территории парка есть асфальтированные, грунтовые, уложенные каменными плитами прогулочные дорожки.
Присутствуют скамейки, урны для мусора.
На территории парка расположен фонтан, летние кафе.

### Парк Текстильщиков
Расположен в Пролетарском районе города.
площадь — 26 га.
основан в 1960 году.
Среди древесной растительности парка: липа сердцевидная, рябина обыкновенная, берёза бородавчатая, тополь чёрный, сосна обыкновенная, клён остролистный, клён ясенелистный, ясень обыкновенный, дуб черешчатый, ива белая, вяз гладкий (единично), верба, ива козья, дикая вишня, дикая яблоня (единично), лиственница (единично).
Видовой состав кустарниковой растительности: акация жёлтая, шиповник, барбарис обыкновенный, сирень обыкновенная, снежноягодник, лещина обыкновенная (единично), черемуха обыкновенная, крушина, декоративные кустарники.
В парке расположены спортивная площадка, стадион хлопчатобумажного комбината, небольшое футбольное поле.
В центральной части парка установлена скамейки.
Урны для мусора отсутствуют.

### Детский парк Дворца творчества детей и молодёжи (ДДМ)
Расположен в Центральном районе города.
Старо возрастные посадки не сохранились.
развита сеть асфальтированных и грунтовых тропинок, присутствуют скамейки.

### Сквер памяти жертв репрессий
Расположен в Центральном районе города в непосредственной близости от Тверской медицинской академии, Путевого дворца, стадиона «Химик».
В сквере установлен памятник памяти жертвам репрессий.
Существует сеть асфальтированных тропинок, присутствуют скамейки и урны для мусора.

### Сквер героев Чернобыля
Расположен в центральном районе города в непосредственной близости от храма Преображения Господня, мечети, Тверской гостиницы.
В сквере располагаются фонтан и памятник «Ликвидаторам Чернобыльской катастрофы (1986—1990)».
Развита сеть асфальтированных тропинок, присутствуют скамейки и урны для мусора.

### Сквер Дружба народов
Расположен в Заволжском районе города на площади Мира.
В сквере расположена скульптура «Дружба народов».
Присутствуют скамейки и урны для мусора.

### Сквер святогоапостола Филиппа
Находится в Заволжском районе города.
На входе в сквер расположена мемориальная доска.
Развита сеть асфальтированных тропинок.

### СкверЛосева
Находится в Центральном районе Твери.

### Яблоневый сад
Находится в Московском районе Твери на улице 15 лет Октября. Площадь — 2 га.
В саду присутствуют скамейки и урны для мусора.

### Южный парк
Находится в Московском районе Твери, на территории микрорайона «Южный», между улицами Королева и Октябрьской железной дорогой.
Развита сеть асфальтированных и плиточных дорожек, присутствуют скамейки и урны для мусора.

### Сквер вагоностроителей
Находится на территории Заволжского района города перед Тверским Вагоностроительным Заводом.
Дорожки сквера выложены плиткой, присутствуют скамейки и урны для мусора. В 2008 году в сквере установлена памятная стела — реактивный поезд.

### Сквер домостроителей
Находится на территории Заволжского района, у Горбатого моста. В сквере усталновлена мемориальная стела советским воинам, участникам Великой Отечественной войны.

### Китайский парк
Парк в китайском стиле, расположен в пролетарском районе Твери, на ул. Республиканская. На территории парка — пруды.

## МУП Горзеленстрой
Создан в 1988 году (реорганизован из «Горзеленхоза»).
Имеет следующие участки:
- Участок текущего ремонта зелёных насаждений
- Участок текущего содержания
- Оранжерейный комплекс
- Строительный участок

К функциям горзеленстроя относится:
- Озеленение, содержание и ремонт зелёных насаждений
- Выращивание саженцев декоративных древесно-кустарниковых культур, семян трав
- Оказание услуг жилищно-эксплуатационным предприятиям и населению по содержанию дворовых территорий
- Предоставление в аренду жилищно-эксплуатационным организациям и населению машин, оборудования для проведения работ по благоустройству территории
- Изготовление и реализация предметов хозяйственного инвентаря, запасных частей для машин и оборудования для проведения работ по благоустройству территории, ремонтно-строительных работ.
- охраны, защиты и ухода за рощами

## Инициатива горожан по благоустройству зелёных зон
Основной проблемой зелёных зон является замусоривание территории, отсутствие оборудованных мест для отдыха, захламлённость.
Поэтому государственные и общественные организации проводят акции по уборке бытового мусора, посадке деревьев, организуют конкурсы.
Так, например, органы местного самоуправления города ежегодно проводят смотр — конкурс на лучшее благоустройство и санитарное состояние района, участка, дома.
Многие горожане добровольно устраивают субботники, стараются привести в порядок и обустроить придомовые территории.

## Общественные мероприятия

### Кубок парков Твери
Соревнование по спортивному ориентированию, проходящее на территории городских парков, рощ, скверов, жилых массивов города, с учётом максимально возможной зрелищности.
Соревнования состоят из четырёх этапов. Участники делятся по возрастным группам. Стартуют участники в одной общей группе «Мужчины» и «Женщины».
Соревнования доступны населению, так как проходят в черте города.
Соревнования способствуют
- развитию и популяризации спортивного ориентирования
- привлечению молодёжи к здоровому образу жизни
- повышению навыков ориентирования на повышенной скорости
- более подробно изучить районы города